# Jan Domaszewski

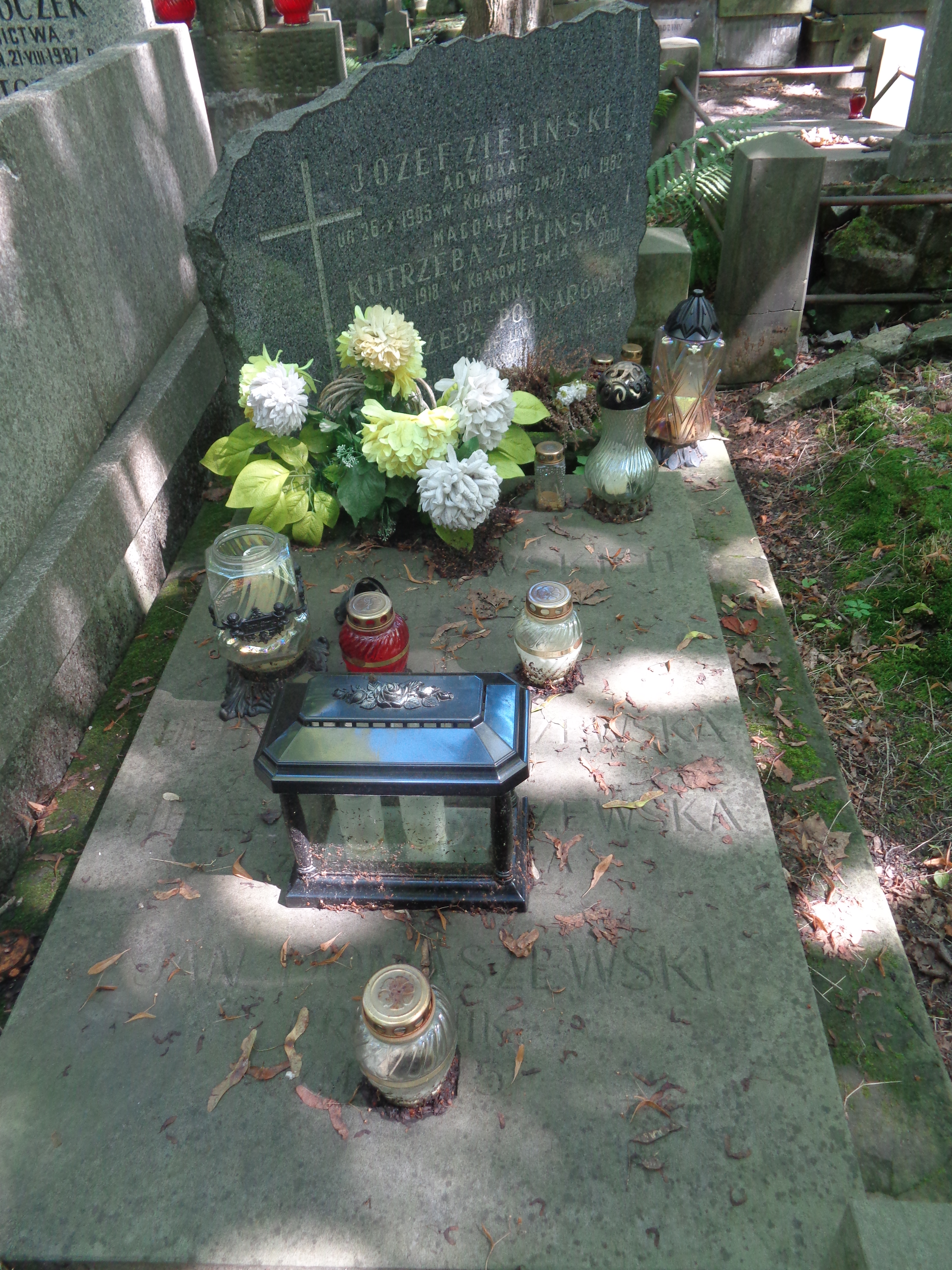
Nagrobek Jana Domaszewskiego na Cmentarzu Powązkowskim

Jan Wacław Domaszewski (ur. 28 lutego 1848 w Chodeczu na Kujawach, zm. 4 listopada 1915 w Warszawie), prawnik polski, specjalista prawa cywilnego i administracyjnego, członek Towarzystwa Naukowego Warszawskiego.

## Życiorys
Był synem Edwarda (prawnika) i Heleny z Czyńskich. Uczęszczał do gimnazjum w Płocku; zgłosił się do walki w powstaniu styczniowym, ale został zwolniony ze służby ze względu na słabe zdrowie i młody wiek. W latach 1864–1868 studiował prawo w Szkole Głównej Warszawskiej. Był następnie aplikantem sądowym w Warszawie (1868-1870), asesorem Sądu Poprawczego w Sandomierzu (1870-1873), członkiem Wydziału I Sądu w Warszawie (1873); w latach 1873-1886 pracował jako asesor w Prokuratorii Królestwa Polskiego w Warszawie, a 1886-1907 był tam radcą. Bezskutecznie zabiegał o nominację na sędziego Sądu Okręgowego Warszawskiego. W 1913 został członkiem rzeczywistym Towarzystwa Naukowego Warszawskiego. Działał we władzach Kasy im. Mianowskiego (1897-1914 członek Komitetu, 1904-1914 wiceprezes).
W pracy badawczej zajmował się m.in. zagadnieniem odpowiedzialności państwa za szkody i za straty obywateli, badał procedurę wywłaszczania na użytek publiczny. Zajmował się uporządkowaniem i ujednoliceniem wielu sprzecznych uregulowań prawno-administracyjnych w Królestwie Polskim, obowiązujących na przełomie XIX i XX wieku. Dokonał inwentaryzacji archiwaliów Warszawskiego Zarządu Pałacowego Ministerstwa Dworu Cesarskiego, przygotował krytyczną analizę Bibliografii prawniczej polskiej XIX i XX w. Adolfa Suligowskiego. Współpracował z pismami Biblioteka Umiejętności Prawnych, Gazeta Sądowa Warszawska, Przegląd Sądowy. Zajmował się również problemem bytu opuszczonych dzieci oraz reedukacji młodocianych przestępców, w latach 1897-1907 zajmował stanowisko wiceprezesa Komitetu Osad Rolnych.
Pochowany na cmentarzu Powązkowskim w Warszawie (kwatera K-2-28).
Najważniejsze publikacje:
- O kradzieży (1870)
- Zmiany w procedurze cywilnej co do sposobu zbierania i sprawdzania dowodów (1887)
- O powinności kwaterunkowej (1889)
- O darowiznach między żyjącymi i zapiskach testamentowych na rzecz instytucji użyteczności publicznej (1890)
- Przywilej i hipoteka prawna należności skarbowej (1890)
- Kilka słów o prawie własności i użytkowaniu wód (1891)
- Ubezwłasnowolnienie z urzędu z powodu choroby umysłowej (1896)
- Sprzedaż nieruchomości w poszukiwaniu należności skarbowych niespornych i hipoteka prawna skarbu (1897)

Zięciem Domaszewskiego był Stanisław Kutrzeba, historyk państwa i prawa polskiego, profesor Uniwersytetu Jagiellońskiego.

## Źródła
- Biogramy uczonych polskich, Część I: Nauki społeczne, zeszyt 1: A-J, Wrocław 1983